# أحمد السماوي
أحمد السماوي ولد في 24 مايو 1939، هو سياسي تونسي.

## السيرة الذاتية
زاول أحمد السماوي تعليمه فاختصاص الجغرافيا في السوربون وفي معهد الجغرافيا التابع لجامعة باريس.

شغل منصب رئيس مدير عام الديوان الوطني التونسي للسياحة والخطوط التونسية والشركة الوطنية للسكك الحديدية التونسية.

عين في 12 أبريل 1988 كاتب دولة لدى وزير النقل والسياحة مكلف بالسياحة في حكومة الهادي البكوش حتى 27 يوليو من نفس السنة، حيث انتقل ليصبح وزيرا للنقل في نفس حكومة البكوش ثم في حكومة حامد القروي حتى 20 فبراير 1991، حيث عين وزيرا للشؤون الاجتماعية في حكومة القروي، وبقي على رأس الوزارة حتى 3 أغسطس 1992.

من جهة أخرى، هو الرئيس الشرفي لأخوية سلسلة المحامص في تونس (Confrérie de la chaîne des rôtisseurs). شارك في 1963 في تأسيس حركة آفاق في باريس، الأمر الذي تسبب في دخوله السجن 6 مرات في حكم الرئيس الحبيب بورقيبة.
بعد الثورة التونسية، أوقف في يونيو 2012 للتحقيق معه في قضية الوظائف الوهمية في شركة الخطوط التونسية. ولكن سرعان ما أطلق سراحه بعد مدة قصيرة.

## مؤلفاته
البعض من مؤلفاته:
- ?Quel tourisme pour le XXIe siècle، منشورات المعهد التونسي للدراسات الاستراتيجية، تونس العاصمة، 1995.
- ?Le tourisme : chance pour l'économie, risque pour les sociétés، المنشورات الجامعية بفرنسا، باريس، 1992.
- Passeport pour le développement، منشورات اليونسكو والبنك الدولي، 1984 (مجموعة مؤلفين).
- Tourisme, espace et environnement، منشورات برنامج الأمم المتحدة للبيئة، نيروبي.